# ペランパネル
ペランパネル(英: Perampanel)とは、エーザイが開発したAMPA型グルタミン酸受容体非競合型拮抗薬であり、抗てんかん薬として日本では2016年製造販売が認可された。商品名フィコンパで販売されている。2016年6月には東京大学のグループが同薬がALSの治療薬としても発症原因に根ざした、高い治療効果があると発表し、2016年6月28日付けの英国科学誌「Scientific　Reports」に掲載された。2020年7月6日、小児、高齢者が服薬しやすいように配慮した細粒剤の剤形が追加された（2020年1月23日製造販売承認、2020年4月23日薬価収載）。2022年8月、新投与経路医薬品として注射剤の追加を申請している。

## 概要
日本では「他の抗てんかん薬で十分な効果が認められないてんかん患者の部分発作および強直間代発作に対する抗てんかん薬との併用療法」として2016年3月28日に承認された。海外では、欧州（2012年7月)、米国（2012年10月）で承認されて以降、2015年10月までに世界29カ国で承認されている。
2016年6月、東京大学のグループがALSの治療薬としても高い効果が期待できると発表した。ALSに関しては2017年4月からに日本国内で治験が開始された。2017年頃から、ラフォラ病、ランス・アダムス症候群などの皮質ミオクローヌスの治療に有効であるという報告が集まってきている。
2022年8月、注射剤の追加申請を行っている。

## 作用機序
グルタミン酸によるAMPA(α-amino-3-hydro-5-methyl-4-isoxazolepropionic acid)受容体刺激シグナルを選択的かつ非競合的に阻害することで神経の興奮、てんかん症状を抑制する。

## 副作用
臨床試験では約70％に副作用が認められた。主な副作用は浮動性めまい、傾眠などであり、重大な副作用として攻撃性などの精神症状があらわれることが報告されている。

## 剤形
- 錠剤 - 2016年3月28日製造販売承認、2016年5月25日薬価収載[16]
- 細粒 - 2020年1月23日製造販売承認、2020年4月23日薬価収載[5]
- 注射剤 - 新投与経路医薬品として追加申請中